# 柏威年廣場
柏威年广场，于2007年9月23日开幕，是位於吉隆坡市中心的其中一間大型商場。该商场位于武吉免登星光大道（Bintang Walk）的尾端，毗邻升禧艺廊（Starhill Gallery）和许多5星級飯店。除了購物廣場，還包括368個單位的豪華公寓、19層樓辦公室大樓及6星級精品酒店，發展總值達30億令吉，每年更吸引超过3,000万人次光顾。為柏威年產業投資信託（Pavilion REIT）旗下之旗艦商場，該集團旗下的其他商場分別為吉隆坡市中心的Intermark Mall、梳邦再也的大門廣場（DA MEN Mall），及位於吉隆坡市郊的武吉加里尔柏威年广场（Pavilion Bukit Jalil）。柏威年广场的前身为武吉免登女校，也曾是吉隆坡历史最悠久的中学（1893年建立），现已改名为斯里免登北区国中并迁校至蕉赖区。

## 商场设计

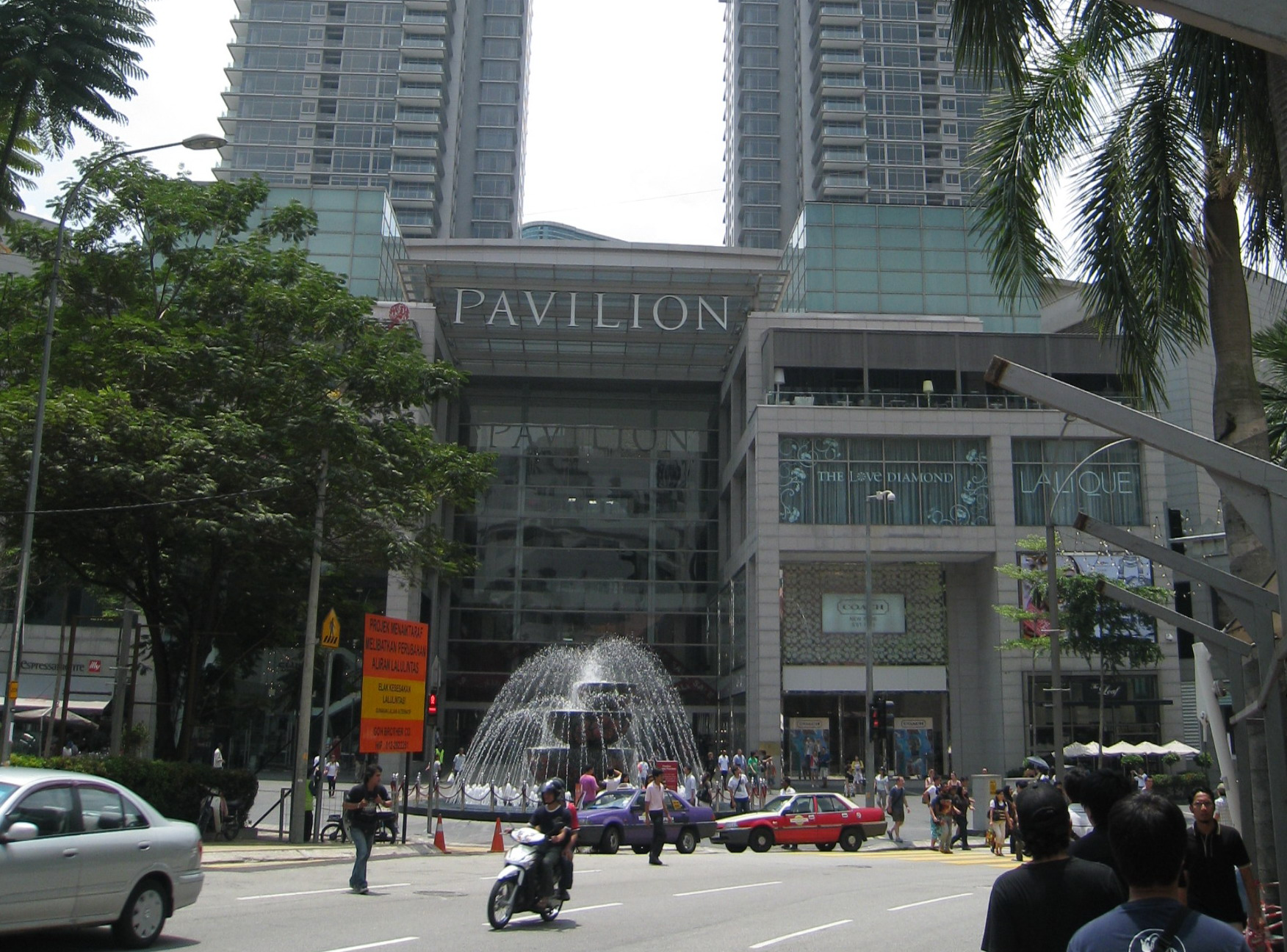
柏威年廣場落成初期的相片

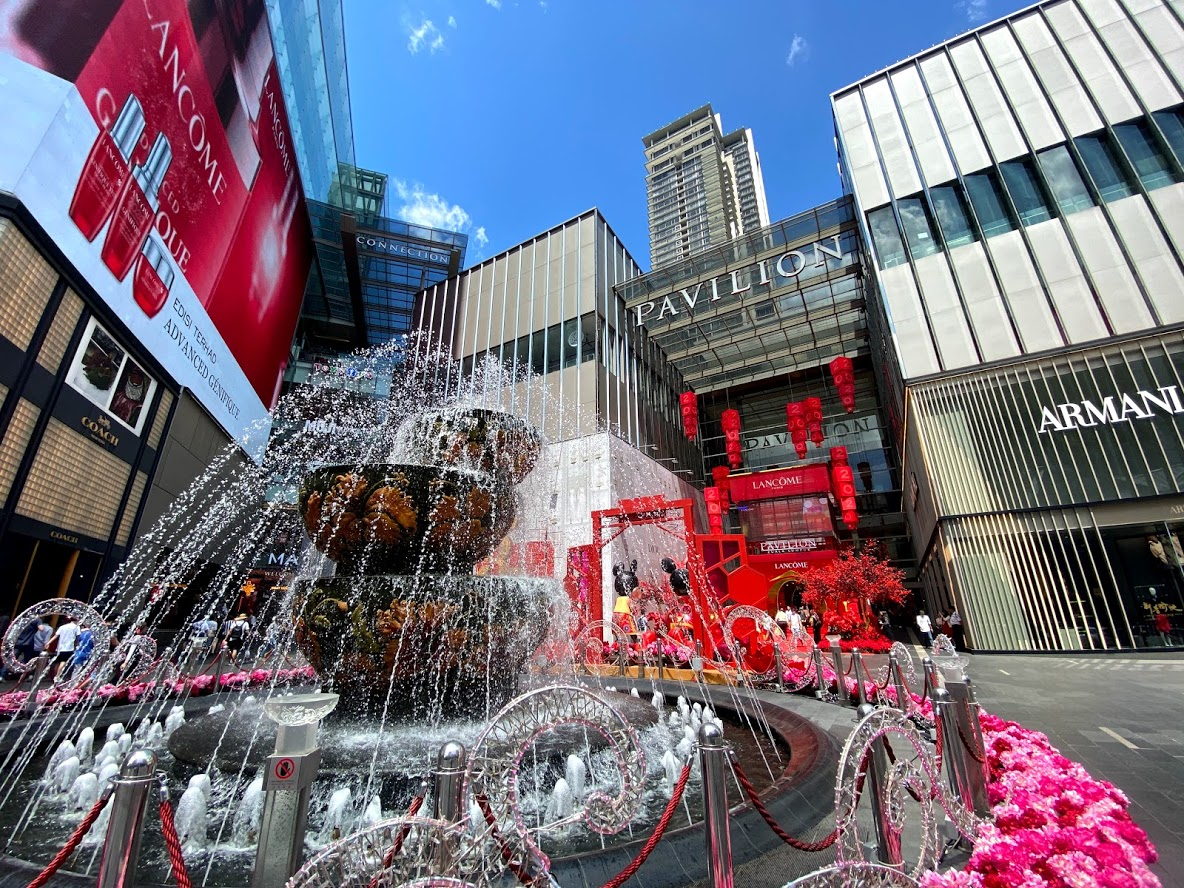
柏威年廣場正門前之噴泉，經常被馬來西亞觀光局用作觀光宣傳圖片

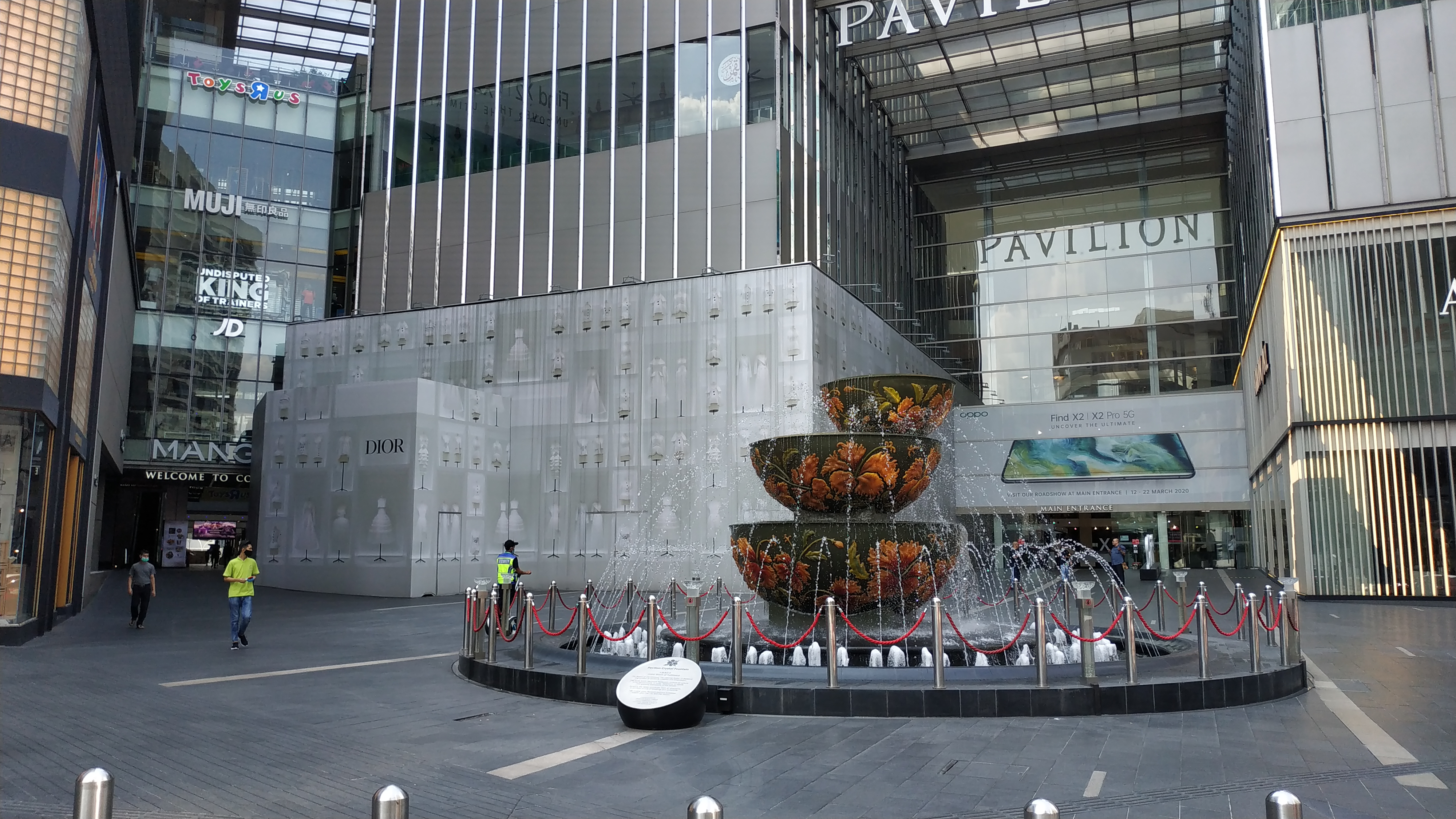
2019冠状病毒病马来西亚行动管制令生效期间，柏威年广场空无一人

广场以“灵感的泉源”為建設概念，顶部以玻璃天窗設計，白天的自然光照射進來加上廣場內以白色為主題顏色的設計，整間購物中心呈現一種白亮光淨，寬大的感覺。頂部在晚上则會呈現由二極管投射的各種夢幻光彩。2009年，於廣場3樓的主要進出口前，設置三個由琉璃工房制作的大琉璃碗堆疊起來的噴泉，取名為“大地滿花開”，三個琉璃碗交疊取其“三三不盡”之意，也象徵馬來西亞的三大民族友好融合之情，碗內的大紅花雕刻則代表馬來西亞的國花，該噴泉造型的整體高度3.6公尺，寬度達6公尺，成為柏威年商場的主要地標。
广场進口處“向左走、向右走”的设计方向，決定購物者到不同等级的商店。向右逛時會走向較名貴時尚的商店，如Bally、Burberry、Celine、Coach、Ermenegildo Zegna、Hermes、Mikimoto、Tiffany & Co.、Versace等；向左邊走則可看到常見品牌如Esprit、Bossini、Levis、Giordano等。
另一特別的设计之處，就是廣場的進口設于3樓，以減低購物者從上下各樓層的困擾，進入商場後只需選擇向下逛兩層，或是向上逛3層，對购物者來說，心理上有減輕行路之苦的作用。
購物中心可以分為數個主題区：

### Centre Court

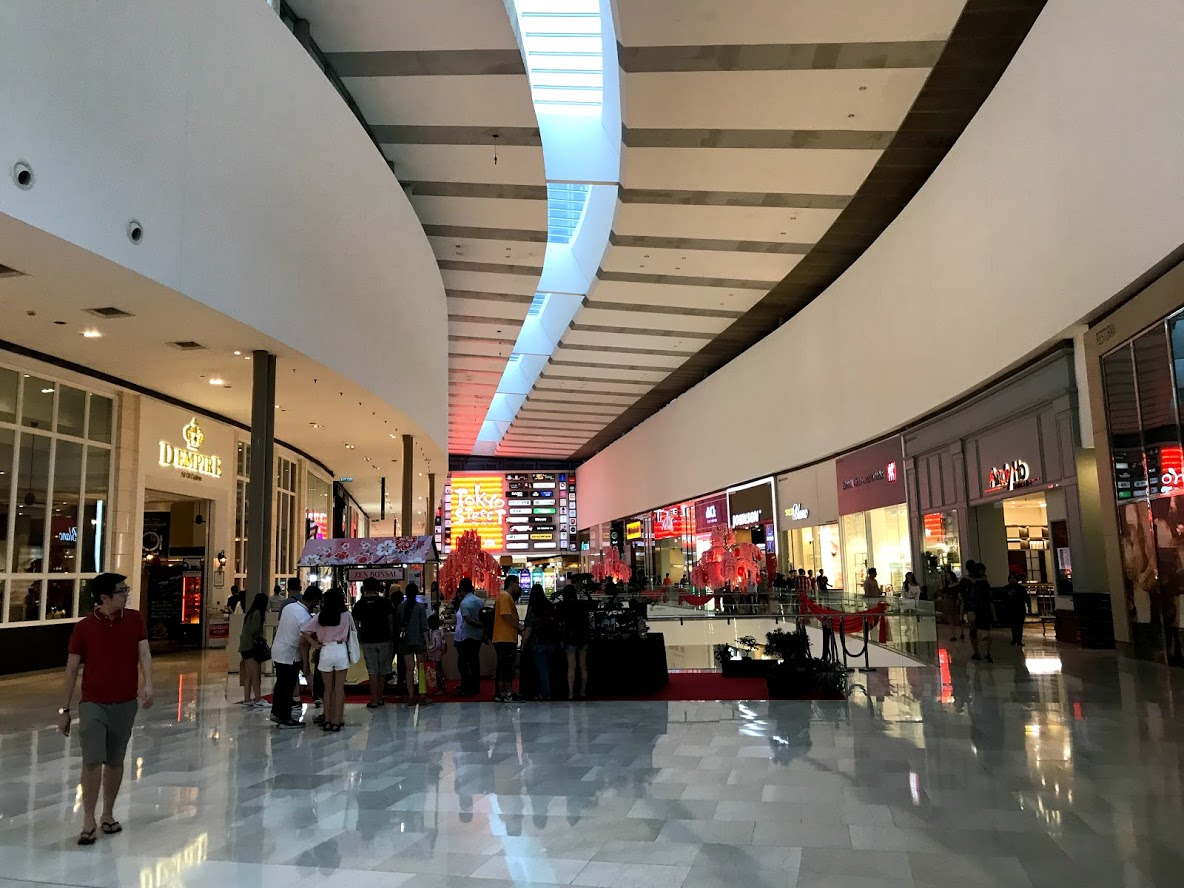
柏威年廣場六樓

佔據商場內的大部分角落，位於西班牙階梯（Spanish Steps）中心位置，其顯眼的地標是是位於2樓至3樓間的西班牙階梯（Spanish Steps）。每逢節慶，商場中庭至西班牙階梯將進行大型裝飾，此區塊大部分為百盛百貨（Parkson）所承租，而其他區域則由其他中高階品牌進駐，

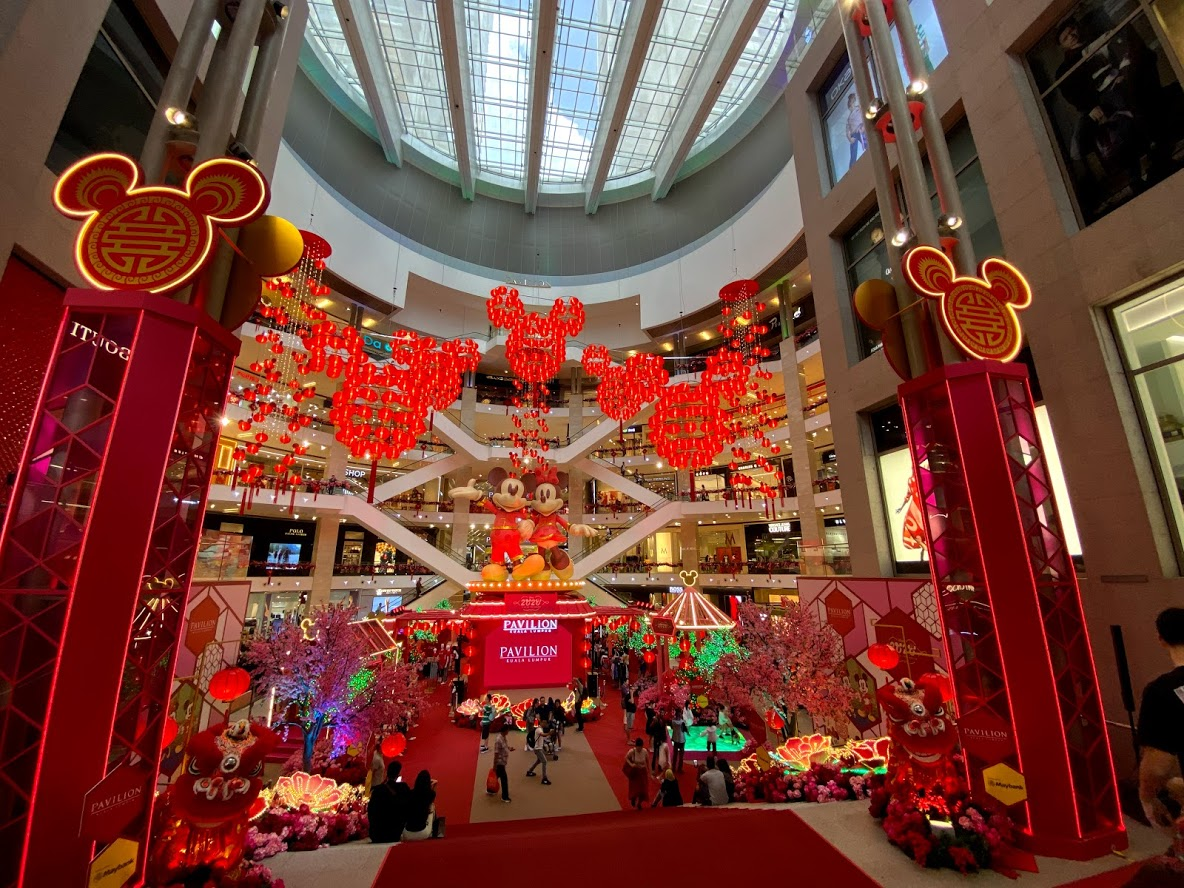
柏威年廣場中庭2020年鼠年新春裝飾
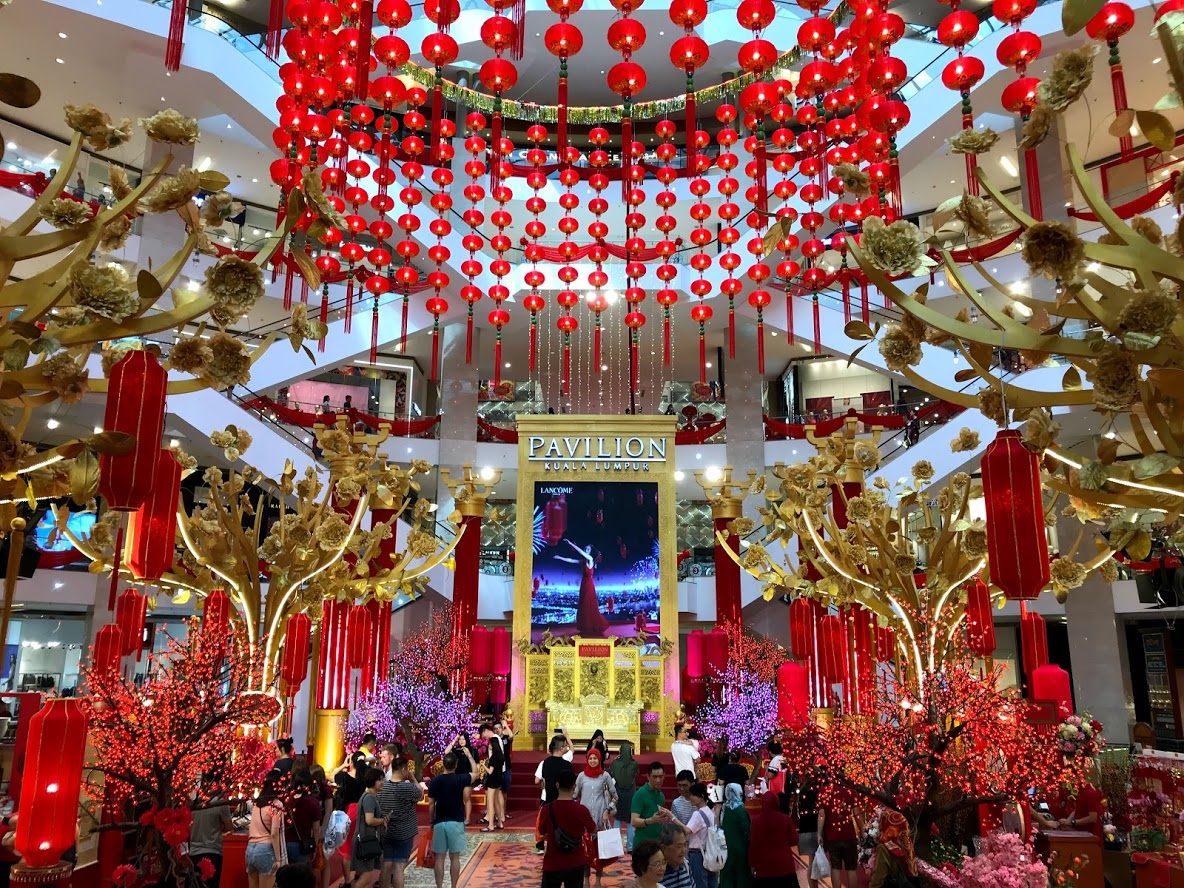
2019年新春裝飾
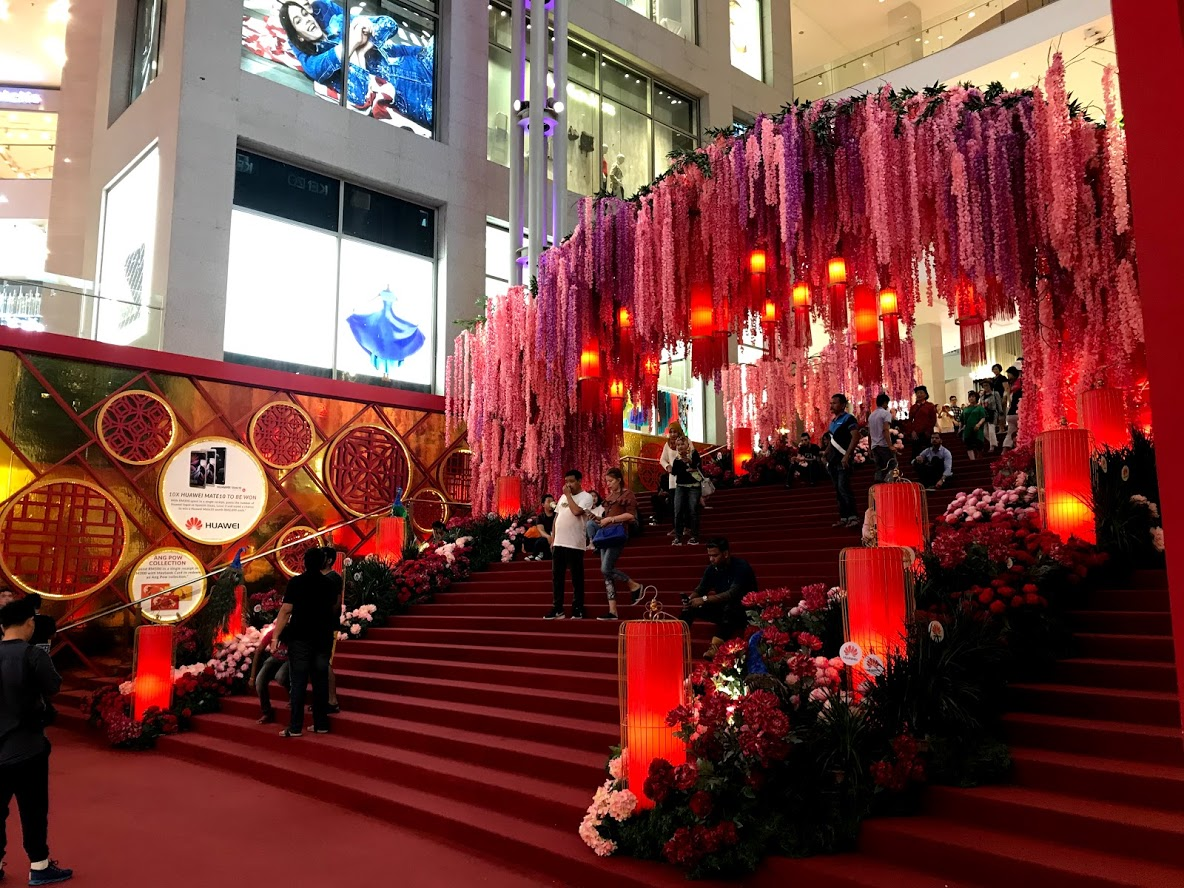
通往商場中庭之西班牙階梯

### Connection

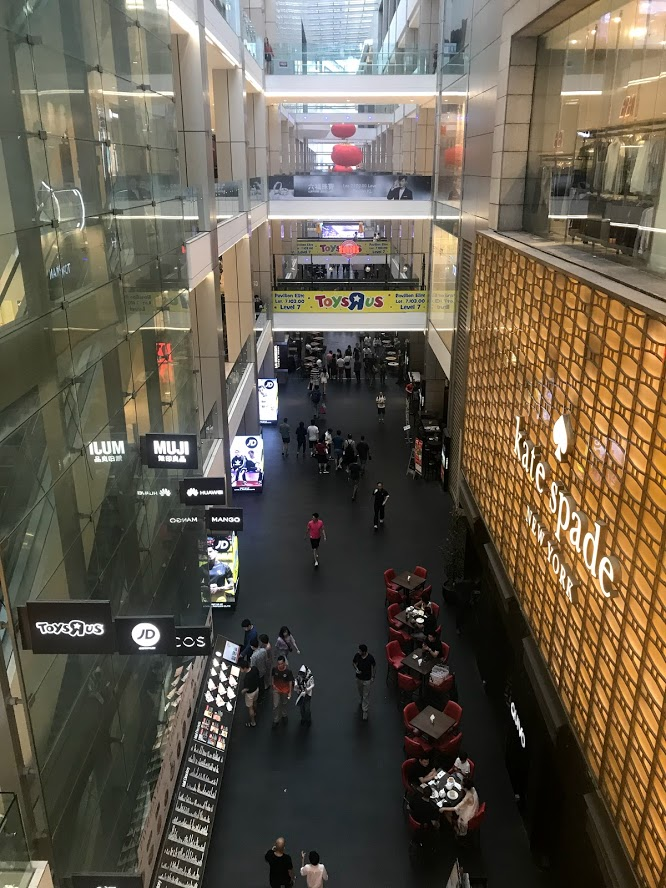
柏威年廣場半露天之區域

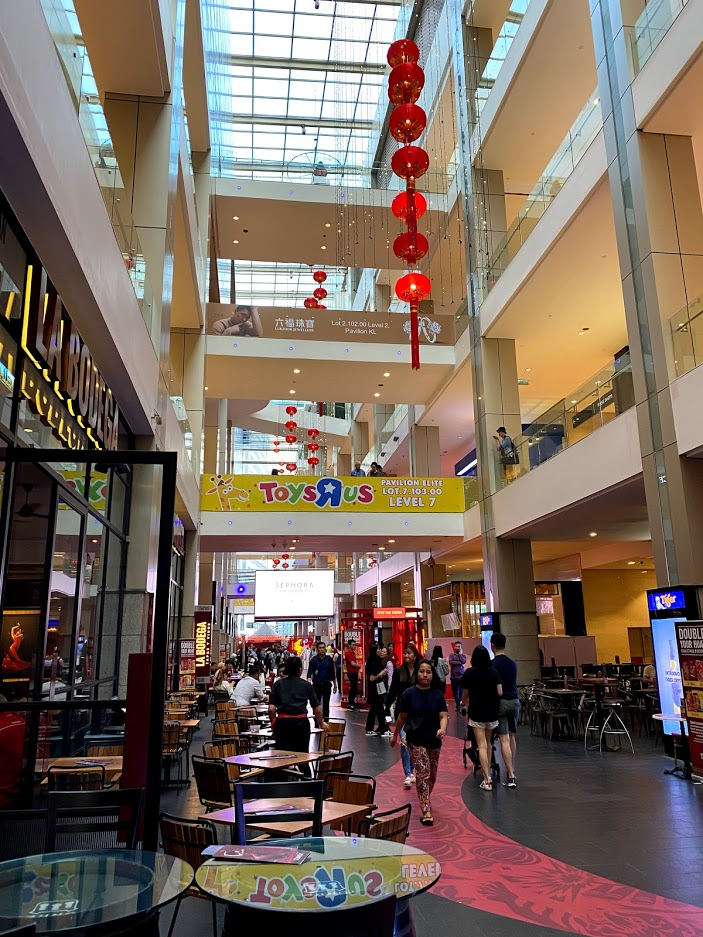
Connection聚集多家餐飲業者進駐

位於商場外側，營業時間也較商場其他區塊來得長，此區塊屬於半露天建物，也是商場內唯一的吸煙區，聚集一系列咖啡館、餐廳、卡拉ok與電影院，GSC電影院旗艦店曾位在此，於2020年，因GSC影城與柏威年商場的租賃合約到期，雙方無法達成新的共識，因而結束合作，來自中國的大地影院將取代進駐。這裡的出口與城中城－武吉免登空橋系統相連接，許多行人會通過此區前往單軌拉惹朱蘭站或城中城商圈。

### Gourmet Emporium

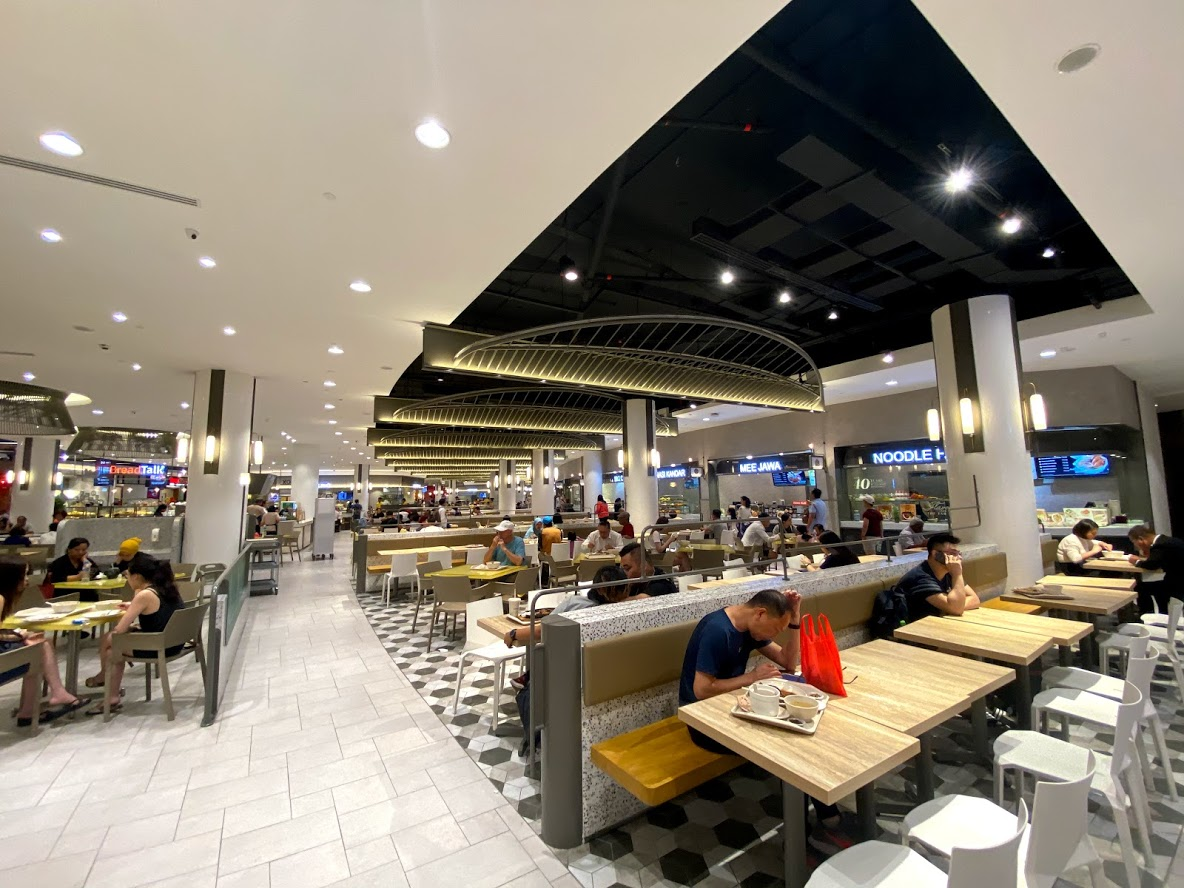
2020年改裝後之美食街

位於商場1樓，提供各種美食的區域，包羅各國美食、各國小食、飯館及快餐等，其美食街為大食代(Food Republic)所經營。

### Beauty Hall
位在商場的7樓，於2014年5月開幕，原為柏威年不動產信託基金（Pavilion Reit.）旗下建案的展示廳。目前此處集合9家的美容沙龍和水療業者。

### Fashion Avenue
位於商場第二及第三層，於2012年9yue1開幕，此處原本租戶為新加坡百貨龍頭-Tangs所進駐，2012年被商場回收改造為新晉進駐之地，主要租戶為維多利亞的秘密、Jo Malone、弗雷德·佩里、皇家雪蘭莪、Lacosts、浪琴等，並在拉惹朱蘭路（Jalan Raja Chulan）開設一個新的出口。

### Tokyo Street

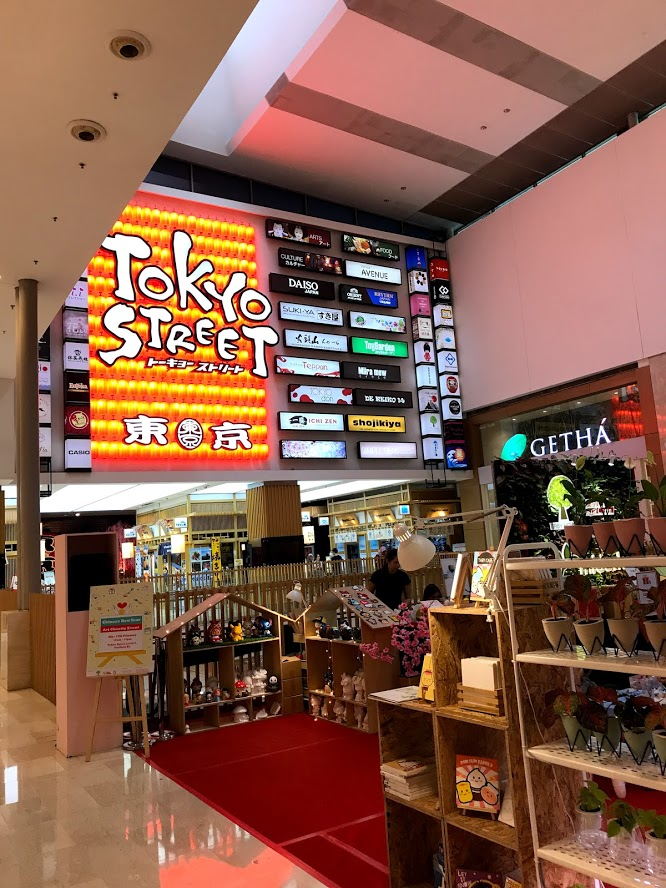
柏威年廣場Tokyo Street

於2011年7月開幕，位於商場6樓，面積約4000平方公尺，裝潢仿造19世紀末的東京街頭。此處原是傢俱部門，但因缺乏人流而被改造成以日式風格為主題的區域，引入了40多家日式主題的店家，主要商戶包括山頭火拉麵、大創等。此區域不定期會舉辦一些與日本主題相關的活動，成為商場內最熱鬧的區域之一。

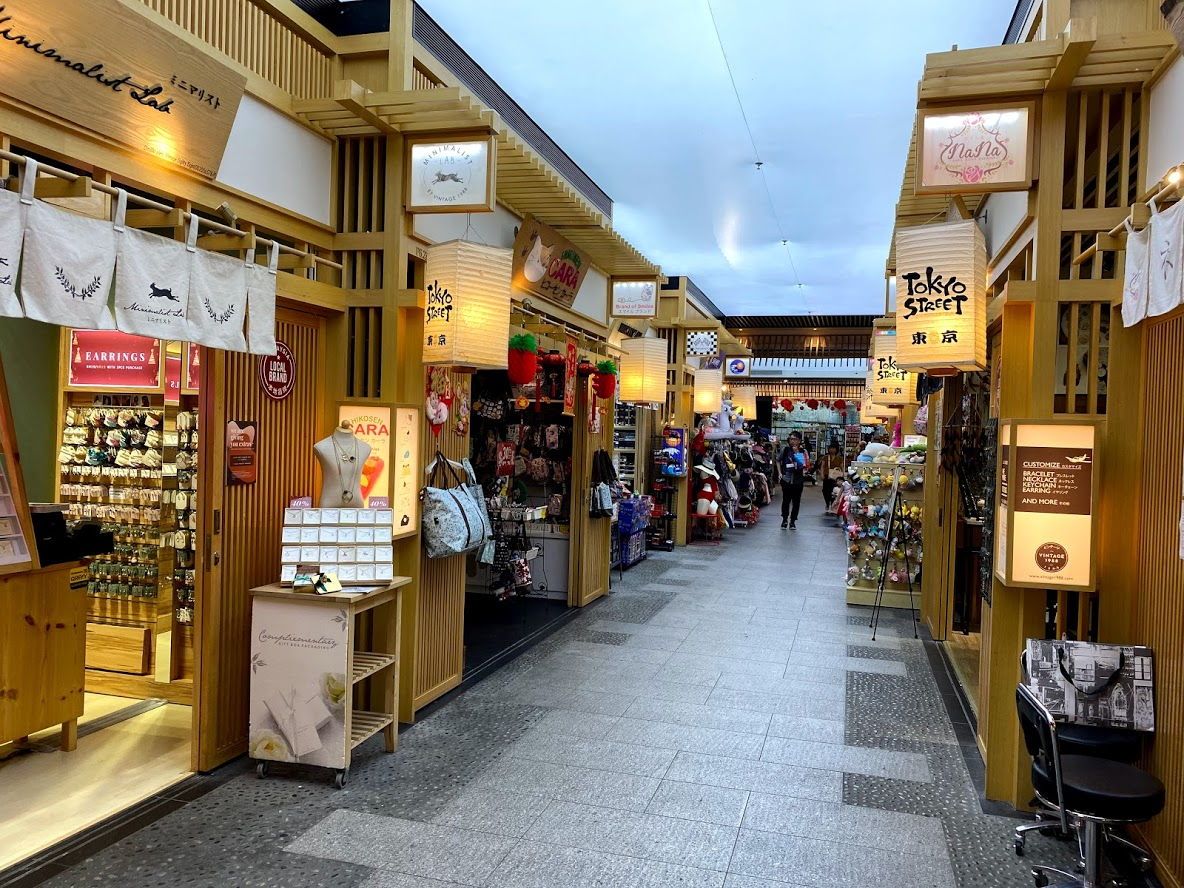
Tokyo Street仿造19世紀末東京街頭之設計
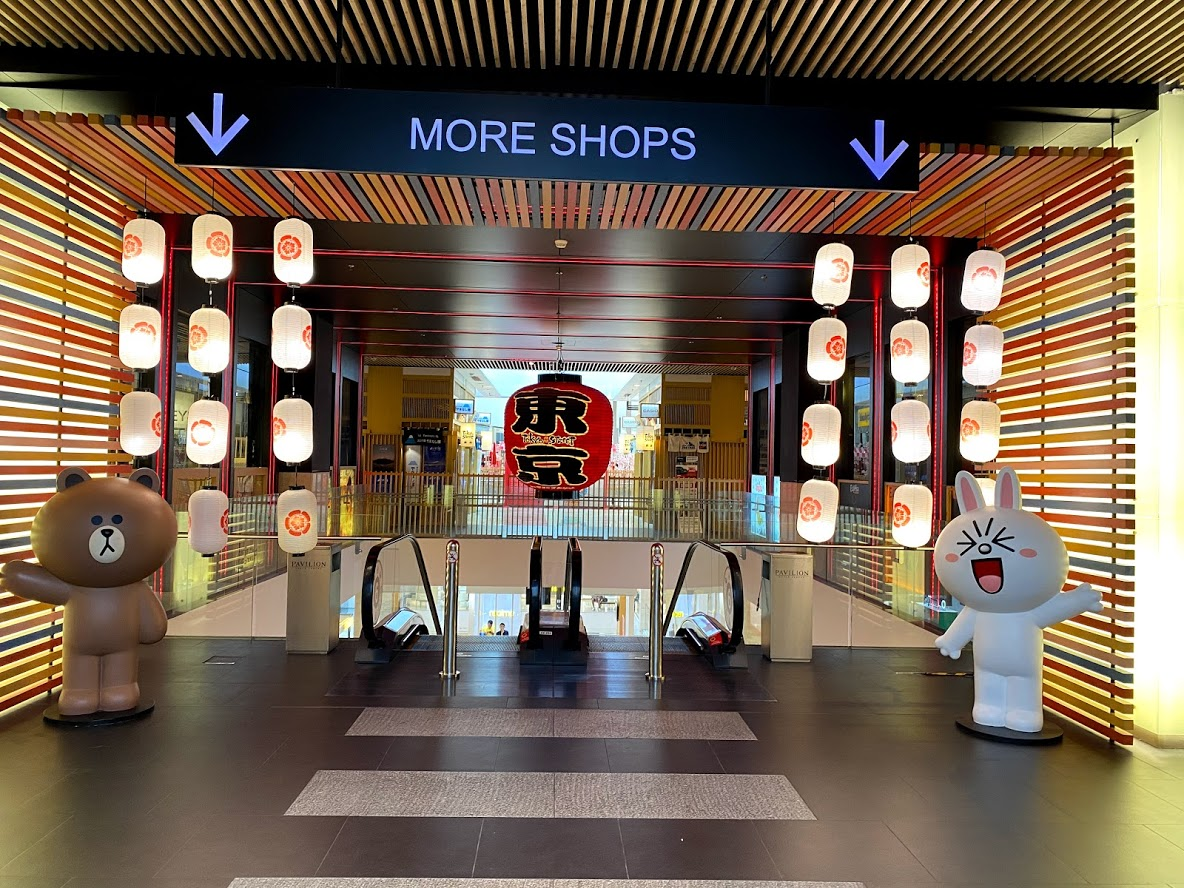
Tokyo Street之日本元素
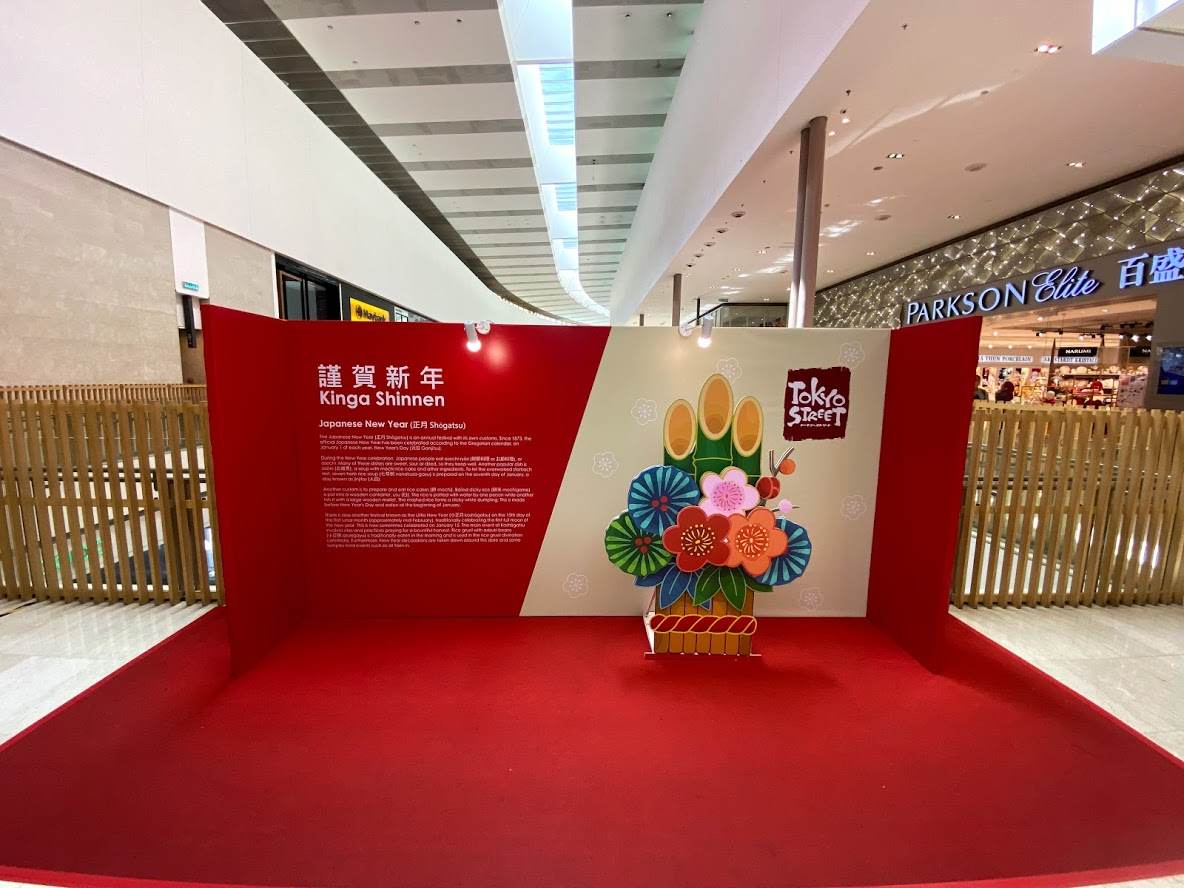
經常與日本大使館或企業合作，介紹日本文化

### Dining Loft
位于商场7楼，聚集了7家中高档餐饮品牌。

### Pavilion Elite

Pavilion Elite之巨型電視牆

於2016年11月開幕，位於商場西側，面積約250,000平方公尺，為商場新擴建之部分，其外牆增設大型電視牆，供廣告播放使用。許多品牌在此開設大型旗艦店，主要商戶包含：無印良品、海底撈、蔻驰、COS、JD、謝瑞麟珠寶等，1樓有地下通道可連接至Fahrenheit 88。

## 外部連結
- Pavilion Kuala Lumpur （页面存档备份，存于）